# Casa Abad
Casa Abad (popularmente conocida como Casa del Abad o Llano del Abad; en pronunciación local [kasalaba']) es una localidad y pedanía española perteneciente al municipio de Cúllar, en la provincia de Granada, comunidad autónoma de Andalucía. Está situada en la parte nororiental de la comarca de Baza. A seis kilómetros del límite con la provincia de Almería, cerca de esta localidad se encuentran los núcleos de Pulpite y Matián.

## Demografía
Según el Instituto Nacional de Estadística de España, en el año 2023 Casa Abad contaba con tan sólo 3 habitantes censados.